# Anna di Meclemburgo
Anna di Meclemburgo (14 ottobre 1533 – Schwerin, 4 luglio 1602) (nome completo Anna di Meclemburgo-Güstrow) fu una principessa tedesca, duchessa di Curlandia.

## Biografia
Figlia del duca Alberto VII di Meclemburgo-Güstrow e della principessa Anna di Brandeburgo, sposò l'11 marzo del 1566 Gotthard Kettler, primo duca di Curlandia.
Di buona intelligenza ed educazione, si ritiene che sia la prima donna la cui esistenza è storicamente documentata in Livonia.
Ebbe numerosi figli dal matrimonio con Gotthard (non tutti arrivati alla maggiore età, fra i quali Friedrich e Wilhelm Kettler, che erediteranno il ducato dividendolo, come da ultime volontà del padre, alla morte di quest'ultimo nel 1587.
È sepolta assieme al marito nella Cripta ducale del Palazzo di Mitau (l'odierna Jelgava, in Lettonia).

## Ascendenza
|                                    |                           |                                | Genitori                          |  |  | Nonni |  |  | Bisnonni                          |  |  | Trisnonni                           |  |
|                                    |                           |                                |                                   |  |  |       |  |  | Enrico IV di Meclemburgo-Schwerin |  |  | Giovanni IV di Meclemburgo-Schwerin |  |
|                                    |                           |                                |                                   |  |  |       |  |  | Enrico IV di Meclemburgo-Schwerin |  |  | Giovanni IV di Meclemburgo-Schwerin |  |
|                                    |                           | Caterina di Sassonia-Lauenburg |                                   |  |  |       |  |  | Enrico IV di Meclemburgo-Schwerin |  |  |                                     |  |
| Magnus II di Meclemburgo-Schwerin  |                           |                                |                                   |  |  |       |  |  | Enrico IV di Meclemburgo-Schwerin |  |  |                                     |  |
|                                    |                           | Dorotea di Brandeburgo         | Federico I di Brandeburgo         |  |  |       |  |  |                                   |  |  |                                     |  |
|                                    |                           | Dorotea di Brandeburgo         | Federico I di Brandeburgo         |  |  |       |  |  |                                   |  |  |                                     |  |
|                                    |                           | Dorotea di Brandeburgo         | Elisabetta di Baviera-Landshut    |  |  |       |  |  |                                   |  |  |                                     |  |
| Alberto VII di Meclemburgo-Güstrow |                           | Dorotea di Brandeburgo         |                                   |  |  |       |  |  |                                   |  |  |                                     |  |
|                                    |                           | Eric II di Pomerania-Wolgast   | Vartislao IX di Pomerania-Wolgast |  |  |       |  |  |                                   |  |  |                                     |  |
|                                    |                           | Eric II di Pomerania-Wolgast   | Vartislao IX di Pomerania-Wolgast |  |  |       |  |  |                                   |  |  |                                     |  |
|                                    |                           | Eric II di Pomerania-Wolgast   | Sofia di Sassonia-Lauenburg       |  |  |       |  |  |                                   |  |  |                                     |  |
| Sofia di Pomerania-Wolgast         |                           | Eric II di Pomerania-Wolgast   |                                   |  |  |       |  |  |                                   |  |  |                                     |  |
|                                    |                           | Sofia di Pomerania-Stolp       | Boghislao IX di Pomerania-Stolp   |  |  |       |  |  |                                   |  |  |                                     |  |
|                                    |                           | Sofia di Pomerania-Stolp       | Boghislao IX di Pomerania-Stolp   |  |  |       |  |  |                                   |  |  |                                     |  |
|                                    |                           | Sofia di Pomerania-Stolp       | Maria di Masovia                  |  |  |       |  |  |                                   |  |  |                                     |  |
| Anna di Meclemburgo                |                           | Sofia di Pomerania-Stolp       |                                   |  |  |       |  |  |                                   |  |  |                                     |  |
|                                    | Giovanni I di Brandeburgo | Alberto III di Brandeburgo     |                                   |  |  |       |  |  |                                   |  |  |                                     |  |
|                                    | Giovanni I di Brandeburgo | Alberto III di Brandeburgo     |                                   |  |  |       |  |  |                                   |  |  |                                     |  |
|                                    | Giovanni I di Brandeburgo | Margherita di Baden            |                                   |  |  |       |  |  |                                   |  |  |                                     |  |
| Gioacchino I di Brandeburgo        | Giovanni I di Brandeburgo |                                |                                   |  |  |       |  |  |                                   |  |  |                                     |  |
|                                    |                           | Margherita di Sassonia         | Guglielmo III di Sassonia         |  |  |       |  |  |                                   |  |  |                                     |  |
|                                    |                           | Margherita di Sassonia         | Guglielmo III di Sassonia         |  |  |       |  |  |                                   |  |  |                                     |  |
|                                    |                           | Margherita di Sassonia         | Anna d'Asburgo                    |  |  |       |  |  |                                   |  |  |                                     |  |
| Anna di Brandeburgo                |                           | Margherita di Sassonia         |                                   |  |  |       |  |  |                                   |  |  |                                     |  |
|                                    |                           | Giovanni di Danimarca          | Cristiano I di Danimarca          |  |  |       |  |  |                                   |  |  |                                     |  |
|                                    |                           | Giovanni di Danimarca          | Cristiano I di Danimarca          |  |  |       |  |  |                                   |  |  |                                     |  |
|                                    |                           | Giovanni di Danimarca          | Dorotea di Brandeburgo            |  |  |       |  |  |                                   |  |  |                                     |  |
| Elisabetta di Danimarca            |                           | Giovanni di Danimarca          |                                   |  |  |       |  |  |                                   |  |  |                                     |  |
|                                    |                           | Cristina di Sassonia           | Ernesto di Sassonia               |  |  |       |  |  |                                   |  |  |                                     |  |
|                                    |                           | Cristina di Sassonia           | Ernesto di Sassonia               |  |  |       |  |  |                                   |  |  |                                     |  |
|                                    |                           | Cristina di Sassonia           | Elisabetta di Baviera             |  |  |       |  |  |                                   |  |  |                                     |  |
|                                    |                           | Cristina di Sassonia           |                                   |  |  |       |  |  |                                   |  |  |                                     |  |